# ハイビジョン制作
「ハイビジョン制作」（ハイビジョンせいさく）とは、2005年から2008年7月23日まで、日本のテレビ放送で表示されていたハイビジョン方式での制作・放送を知らせる役割を持つテロップ。放送事業者の任意によるもので、強制力は持っていない。ハイビジョン方式の番組が多くなってきたこともあって、2008年7月24日（TBS系列とテレビ東京系列は2008年7月1日）以降は表示されていない。

## 概要

表示イメージ、実際の字体ではない

総務省・全国地上デジタル放送推進協議会などが策定しハイビジョン方式により放送される番組の制作、またハイビジョン方式で制作された番組の放送であることをPRするために番組冒頭などにロゴマークを表示する。地上波に限らず、BS・CSの衛星放送でも表示されることがある。
2005年6月20日から7月31日まで「レッツ!地デジ'05夏」というキャンペーンを実施。この時、放送事業者の協力を得てハイビジョンで制作された番組で19時から23時台に放送される民放番組にアナログ放送標準テレビでの視聴者向けに冒頭で数秒間の表示がされた。
2005年12月1日の地上デジタルテレビ放送開始記念日とともに再び全国で一部の番組を除く全日の時間帯での表示を開始。総務省は「HV」をかたどった表示ロゴを策定し日本テレビやTBS、テレビ東京などが採用した。
地デジ完全移行3年前となる2008年7月24日からは総務省の「地上デジタル放送推進総合対策」などによりアナログ放送にてアナログ放送であることを周知するための「アナログ」マークの表示を開始、これに伴ってほとんどの番組で「ハイビジョン制作」のマークが表示されなくなった。NHKでは画面右上にいわゆるチャンネルロゴ表示の形で常時、民放では番組の最初に付くようになった。多くは2008年7月24日以降となっているが、TBS系列・テレビ東京は7月1日には表示されなくなった。その後、2009年1月12日からは民放各局では「アナログ」マークを番組放送中に常時表示するようになった。

## 各局でのテロップ表示形態

### NHK
地上波・衛星波・国際放送（NHKワールド）を問わずほとんどの番組がハイビジョンで制作されているため、元から一切表示されていない。ただ以前はBS-9chやBShiでの同時放送をアピールするため「ハイビジョン同時放送」（1994年ごろ - 2003年3月）、「ハイビジョン同時」（2003年4月 - 11月）、「BS hi同時」（2003年12月以降）と表示があった。地上デジタル放送でもハイビジョン放送を行うための区別としての表示があった。

### 日本テレビ系列
冒頭で数秒間、画面端にHV（総務省基準ロゴ）、その下に“ハイビジョン番組”と表示する。（「制作」ではなく）同じHVマークを使っているJNN・TXN系列とは違い、黒字に白色の縁取りを施している。収録番組・NNNストレイトニュースは地上波マスター送出、『NNNストレイトニュース』以外の生放送番組は副調整室からそれぞれ出している。
ただし、一部の地方局（札幌テレビ・青森放送・テレビ岩手・ミヤギテレビ・中京テレビなど）のローカル番組・時差ネット番組ではHV、その下に“ハイビジョン制作”表示を使用する例もある（日本海テレビではHVの右側に“ハイビジョン制作”と表示）。北日本放送（KNB）は、自社制作番組では他の系列局とは違う「KNBハイビジョン」という表示を使用している。四国放送（JRT）のみHVは表示されず、“ハイビジョン制作”のみの表示となっている。
一部番組は字幕放送と同時実施する場合地上デジタル放送のみ、4:3画面の収まる範囲内の位置では無く、16:9画面の端の位置で表示している。（「名探偵コナン」が例として当てはまる。）
日本テレビでは、2008年7月24日より表示されなくなった。

### テレビ朝日系列
CM明けから冒頭で数秒間、画面端に“ハイビジョン制作 HI-VISION”と表示する（一部番組を除きマスターの提供クレジットから白文字のみの表示）。一部の地方局のローカル番組（時差ネットを含む）ではテレビ朝日で使用しているものを黒縁をつけて太く表示していたり、HV、その下に“ハイビジョン制作”（総務省基準ロゴ）の表示を使用する例もある。
朝日放送テレビ（ABC）では、時差ネット番組や自社制作のみ "HI-VISION" の表示がない。なお、スカイ・Asports+でも『虎バン主義。』や『虎バン』で自社送出のものを見ることができる。ABC制作ANN系全国ネットでは大淀旧社屋時代は縁を太くしているものを表示していたが、『熱闘甲子園』では薄め表示のものを使用していた。2008年6月23日の新社屋（福島区）移転後はABC送出の番組（一部番組を除く）もテレ朝と同じく白文字のみ表示している。
メ〜テレでも原則ABCと同様の表示であるが、一部の番組はテレ朝と同様のものを使用している（いずれも番組よっては縁が太い表示や薄め表示のものを使用している）。秋田朝日放送（AAB）では2006年11月まで自社制作のみ総務省基準の「HV “ハイビジョン制作”」の「HV」部分が若干突出していたものを使用していたが、現在はテレ朝と同じものを縁を太くしているものを使用している。北陸朝日放送（HAB）、瀬戸内海放送（KSB）、九州朝日放送（KBC）、広島ホームテレビ（HOME）では総務省基準のHVマークを使っている（HOMEは『ネオバラエティ』枠で自社出しだった期間のみテレビ朝日と類似したものを使用していたが黒縁がついていた。2007年10月31日まで大分朝日放送も使用していた）。
BSデジタル放送局のBS朝日はテレビ朝日地上波同時放送（『スーパーベースボール』など）が行われる場合に限り、テレビ朝日のマスターから表示されているものをそのままBS向けにも流している。CS放送の朝日ニュースターでもテレビ朝日地上波番組の時差放送が行われる際、表示されている（テレビ朝日のマスターから直受けしている関係上）。
テレビ朝日では、2008年7月24日から表示されなくなった。

### TBS系列
冒頭で数秒間、画面端にHV（総務省基準ロゴ）、その下に“ハイビジョン制作”と表示する（『NEWS23』ではその下にJNNロゴも入る）。
青森テレビ（ATV）では、“ハイビジョン制作”のフォントが標準のものとは異なっている（ただし、表示は一部のローカル番組のみ）。またIBC岩手放送（IBC）でも過去に四角い枠に“HV ハイビジョン制作”と独自のものを使っていたが、現在はJNN系列と同じものを使用している。山陰放送（BSS）ではTBS系列の「HV ハイビジョン制作」を自社製作番組や一部の他系列番組で使用している。収録番組と一部生放送番組（『イブニング・ファイブ』など）は送出マスターのテロップからほとんどの生放送番組は番組テロップの一部としてスタジオサブから表示している。
2008年6月30日を最後に7月1日より表示されなくなった。

### テレビ東京系列
冒頭で数秒間、画面端にHV（総務省基準ロゴ）、その下に“ハイビジョン制作”と表示する。
収録番組は地上波マスターの提供クレジットテロップから表示される（音声多重放送や字幕放送とは異なり、ネット送出である。ただし、テレビ東京送出分は表示時間がかなり短い。自社制作・時差ネットの場合は、番組を送り出す局で表示。テレビ大阪送出分では縁取りが極太になっている）が、ニュースや情報番組などの生放送番組（収録番組でも生放送で行われる場合も含む）ではマスターの提供クレジットテロップではなくスタジオ副調整室から番組テロップの一部として出している関係から地上波だけでなくBSジャパン、時差放送される日経CNBCの衛星波でも“HV ハイビジョン制作”のマークが表示されている（TXN系列各局の生放送番組や他系列の一部生放送番組も同様）。
TBSと同様、2008年7月1日より表示されなくなった。

### フジテレビ系列
冒頭で数秒間、画面端に“HI-VISION ハイビジョン制作”（ハイビジョン制作は白文字で黒の塗りつぶし）と表示する（地上デジタル放送ではアナログ放送よりもサイズは若干大きくなっており、4:3画面の収まる範囲内では無く、16:9画面の端の位置で表示）。一部地上波番組の時差放送を行うフジテレビ739では表示されていない）。
一部の地方局（新潟総合テレビ、石川テレビ、岡山放送、テレビ長崎、沖縄テレビなど）のローカル番組ではHV（総務省基準ロゴ）、その下に“ハイビジョン制作”表示を使用する例もある（岡山放送は日本テレビ系列と同じ、黒字に白色の縁取り）。仙台放送（OX）は、自社製作と一部の番組で全体的に若干透けて表示されている。秋田テレビ（AKT）では一部番組（フジ系遅れネット・TBS・TXおよび一部の自社制作番組）では“ハイビジョン制作”の黒の塗りつぶしがなく、サイズも大きめのものを使用している。
東海テレビ、関西テレビは“HI-VISION ハイビジョン制作”のマークが横長くなっている。テレビ新広島（tss）は、“HI-VISION ハイビジョン制作”のフォントが異なる。山陰中央テレビ（TSK）では左にマスコットキャラクターのえいっとくんの上半身のマーク、“HI-VISION”のフォントが細くなっている（フジ系遅れネット・他系列番組および自社制作番組で使用されている）。
フジテレビでは、2008年7月24日より表示されなくなった。

### 独立局
多くの放送局では冒頭で数秒間、画面端にHV（総務省基準ロゴ）、その下に“ハイビジョン制作”と表示する（フォントなどはTBSやテレビ東京と同じ）。なお、現在も引き続きハイビジョン制作ロゴを表示、アナログでは並行表示される（TOKYO MX、tvkほか一部の局では取りやめている）。
ただし、KBS京都とテレ玉『BUCHプラザ』のみ画面端にHV、その下に“ハイビジョン番組”と表示している。これは、日本テレビなど同じものである（ただし、日本テレビと違い、黒字に白色の縁取りではない）。チバテレビでは、上記の“ハイビジョン制作”のフォントが違う番組もある（主に自社制作の他局にネットしない番組のみ使用）。
サンテレビでは、自社制作もしくは自社より送出する番組に限り画面端に“ハイビジョン制作”のみ表示。朝日放送のものに似るが、枠の形やフォントが異なる。基本的に冒頭で数秒間出るが、『サンテレビボックス席』では番組途中で出ることもある。08年4月から深夜アニメに数本用いられるようになっている。なお、「東名阪ネット6」の番組ではTBSと同じものが表示される（tvk送出。ただし、局の都合で放送時間が変わる場合はこの限りではない）。

### WOWOW
ハイビジョン放送の番組では、最初に「HV」という効果音付きのCG映像が流れる。5.1chサラウンドステレオも行う場合は「HV 5.1」と表示される。

## 表示に関する規定など
基本として「ハイビジョン制作」テロップ表示はPRの一環であり、規則・運用基準が明確化されなかった。そのため、表示するかは自主判断で対応はまちまちとなった。
また番組表を配信する各社によっても対応はまちまちであり、同じ配信会社でも放送局によってハイビジョン制作情報を付加するか否かも分かれていることがある。示す場合には、テレビ欄に[HV]記号を用いることが多い。録画機器の設定によってはハイビジョン制作に関する情報は重要になることがあり、現状の改善が望まれる。
スタジオ収録番組やドラマの場合は「ハイビジョンカメラで撮影して放映すること」でほぼ一致しているが、映画やアニメーション番組などの場合は「16:9スタンダード解像度で収録されたマスター」（DVD程度の品質の映像）を「ハイビジョン解像度にアップコンバートして」放映する場合にも適用されることが多い。
このため、映画やアニメーション番組の愛好者の間ではスタンダード解像度マスターのアップコンバートによる放映とハイビジョン解像度マスターによる放映とを区別し後者をスラング的に「真HV」などと呼ぶことがある。

ハイビジョン製作である場合、2009年以前であればNTSCで見る場合は標準画質（4:3）のテレビで視聴している人たちへの配慮として、両サイドをカットした「4:3サイドカットコンバートによる標準画質」で放送していたが、地上波デジタル放送への完全移行を念頭において2009年後期から段階を追って本来の「レターボックス16:9によるハイビジョンサイズ放送」に移行し、2010年7月5日付けの早朝放送以後はNTSCの全番組が後者の方法で実施されている。